# 克尔螨属
克尔螨属（学名：Ker）为肉食螨科的一个属。

## 下级分类
本属包括以下物种：
- 贝氏克尔螨 Ker bakeri Zaher & Soliman
- 掌状克尔螨 Ker palmatus Muma